# Сед-Йоль (притока Великої Ляги)
Сед-Йоль або Сисйо́ль або Сис'є́ль (рос. Сед-Ёль, Сысъёль, Сысъель) — річка в Республіці Комі, Росія, права притока річки Велика Ляга, правої притоки річки Печора. Протікає територією Троїцько-Печорського району.
Річка бере початок із болота Ляганюр, протікає на південний схід, схід та південний схід.